# La Belle Meunière
La Belle Meunière è un film del 1948 diretto da Marcel Pagnol. La storia è ispirata al ciclo di lieder Die schöne Müllerin (La bella mugnaia) di Schubert.

## Trama
Il musicista, mentre attinge la sua ispirazione dalla natura, seguendo un ruscello, incontra in un mulino una  bella mugnaia, che però gli preferisce un ricco castellano.

## Accoglienza
Il film non riscosse molto successo, anche perché fu girato in Rouxcolor e varie sale cinematografiche non erano adeguate a una proiezione corretta.